# Fuente de las Abejas
La Fuente de las Abejas (en italiano: fontana delle Api) es una fuente histórica de Roma (Italia), realizada en 1644 por Gian Lorenzo Bernini y ubicada actualmente en la esquina de la Piazza Barberini con la Via Veneto.

## Historia

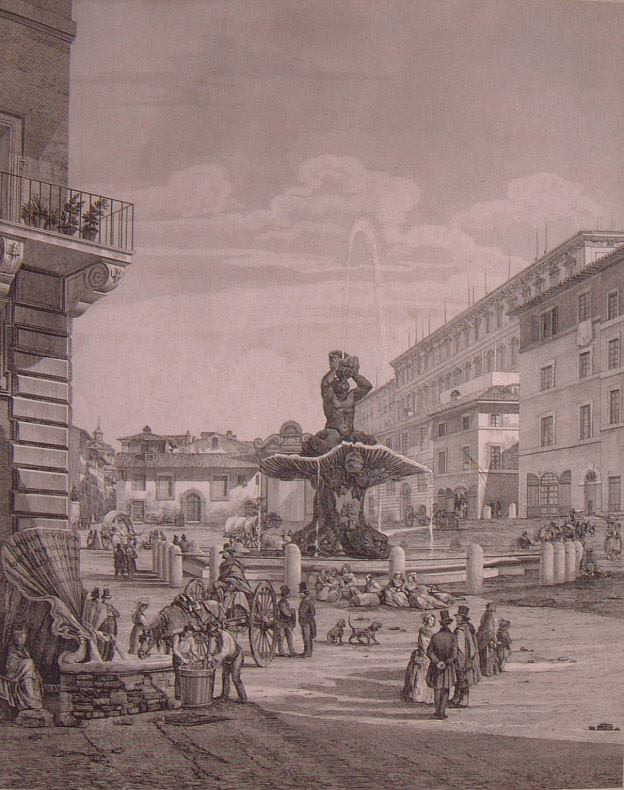
La fuente (izquierda) en su ubicación original, en 1848.

Unos meses después de la realización de la Fuente del Tritón, el 6 de abril de 1644, el papa Urbano VIII Barberini encargó a Gian Lorenzo Bernini la construcción de una fuente de pequeñas dimensiones, de uso público, que sirviera como «abrevadero de caballos». La obra fue realizada en ese mismo año, y en honor de su cliente el artista representó en la fuente tres abejas, símbolo heráldico de la familia del pontífice.
Colocada inicialmente en la esquina del Palazzo Soderini, entre la Piazza Barberini y la Via Sistina, la fuente fue desmontada en 1880 porque constituía un obstáculo a la circulación y almacenada en el depósito municipal de Testaccio. En 1915, cuando se decidió reconstruirla, no se encontró la mayor parte de las piezas y se encargó una copia a Adolfo Apolloni, que en lugar del mármol de Carrara original utilizó travertino, proveniente de la demolida Porta Salaria. La valva inferior, que originalmente estaba al nivel de la calle, fue elevada sobre una base de rocas, y la superior no se apoyó sobre ningún edificio, sino que se colocó en posición aislada. La nueva fuente fue inaugurada el 28 de enero de 1916 en su ubicación actual, en el inicio de la Via Veneto desde la Piazza Barberini.

## Descripción

El escudo de la familia Barberini, con tres abejas sobre fondo azul.

La fuente responde a la insólita forma de concha bivalva abierta con la parte superior vertical. Fue diseñada de este modo para que la valva superior se fusionara con la esquina del Palazzo Soderini (donde se encontraba originalmente) y la inferior, al nivel de la calle, sirviera como cuenca. En esta cuenca, redonda y estriada, se recoge el agua que brota de tres delgados chorros situados bajo otras tantas abejas, esculpidas sobre la bisagra en la que se unen las dos valvas. El aprovisionamiento hídrico de la fuente está garantizado por la cercana Fuente del Tritón, con la cual comparte la canalización de las aguas: por este motivo, el flujo es algo escaso, con una presión hídrica demasiado débil para permitir a Bernini la creación de una fuente monumental.
Pese a su emblemática simplicidad, las tres abejas transmiten mensajes poliédricos. En primer lugar, son el símbolo heráldico de la familia del papa que encargó la fuente, Urbano VIII Barberini. Otra interpretación es la ofrecida por el Tratado del amor de Dios de san Francisco de Sales, publicado en 1616, en el que las abejas son comparadas con las almas durante su estancia en la Tierra. Este nodo de significados también pretende señalar la pureza de las aguas que brotan de la fuente, tan dulces que pueden ser comparadas con la miel producida por las abejas. En la fuente, por último, el agua se transforma en el sutil zumbido de las abejas, dando vida así a una metamorfosis entre el agua y el sonido.
La valva superior reproduce un pareado escrito por Urbano VIII, que recita:

El sumo pontífice Urbano VIII, tras construir una fuente para público ornamento de la Urbe, hizo construir además esta fuentecilla para uso de los ciudadanos en el año 1644, vigésimo primero de su pontificado
Urbanus VIII Pontifex Maximus

Fonti ad publicum urbis ornamentum

Exstructo

Singulorum usibus seorsim commoditate hac

Consuluit

Anno MDCXLIV Pont. XXI

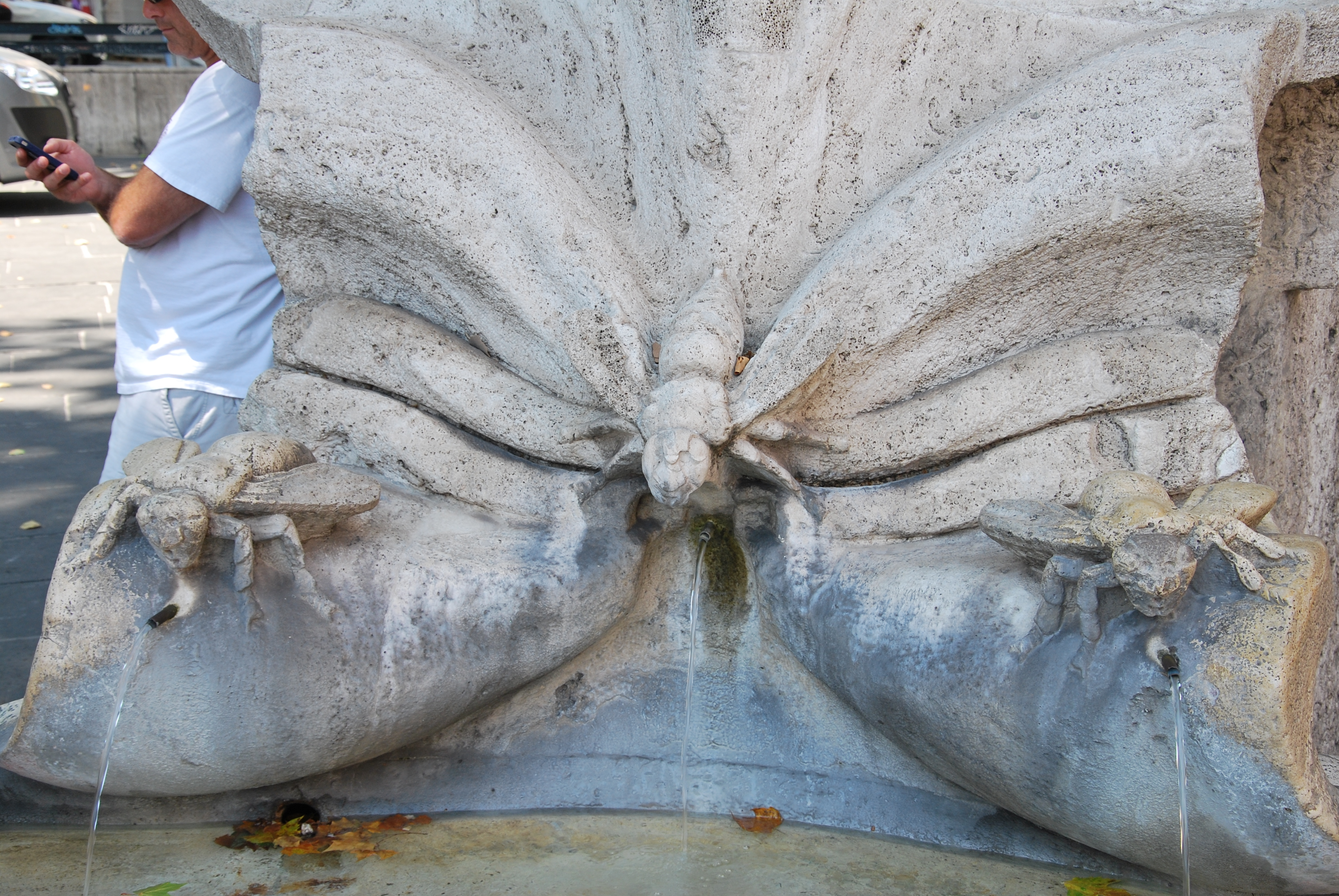
Las tres abejas de la fuente.

Esta inscripción estuvo en el centro de una curiosa polémica. En el texto original, la última fila rezaba «ANNO MDCXLIV PONT XXII», que en las intenciones de Bernini quizás pretendía ser una anticipación auspiciosa. Sin embargo, en el momento de su inauguración, faltaban unos dos meses para el cumplimiento del vigésimo segundo año del pontificado de Urbano VIII. Esta circunstancia desencadenó la ironía del pueblo romano, que ya no tenía particular simpatía por la familia Barberini. También en esta ocasión Pasquino se convirtió en el portavoz de las amargas murmuraciones de los romanos, hasta el punto que una pasquinata de esos días sentenció: «¡Habiendo los Barberini sorbido a todo el mundo, ahora quieren sorber también el tiempo!». Para solucionar el problema, y con la intención de callar las voces, el cardenal Francesco Barberini, sobrino del papa, ordenó que se eliminara la última cifra de la inscripción (es decir, que del original XXII se quitara una I). Sin embargo, esto no fue suficiente para resolver la polémica, ya que empezaron a circular voces que afirmaban que su propio sobrino quería que el papa no llegase al vigésimo segundo año, como se produjo en realidad, ya que Urbano VIII falleció ocho días antes del vigésimo segundo aniversario de su pontificado. La acritud de los rumores del pueblo romano alcanzó también a las tres abejas, que —según se observaba— absorbían una gran cantidad de agua de la Fuente del Tritón, pero devolvían muy poca, en clara alusión a los enormes impuestos que establecía el Gobierno, devolviendo muy pocos beneficios al pueblo.